# Отключка
«Отключка» (англ. Blackout) — британский трёхсерийный психологический триллер, транслировавшийся телеканалом BBC One.

## Сюжет
Некогда идеалистичный молодой человек Дэниэль Демойз теперь — коррумпированный чиновник муниципалитета. Каждый день он проводит в алкогольной отключке, причиняя страдания своей жене Алекс и детям — Мэг, Чарли и Люку. Продавая крупному бизнесмену Генри Пюлису важный правительственный документ, разгорячённый алкоголем Дэниэль выходит из себя и нападает на Пюлиса. Очнувшись утром, он понимает, что ответственен за убийство, и направляется в суд, чтобы рассказать о содеянном сестре — адвокату Люси. Перед зданием суда Дэниэлю случается стать свидетелем стрельбы и закрыть собой важного свидетеля. Очнувшись в больничной палате, он узнаёт, что стал местным героем, и население желает видеть его своим мэром. Поддавшись на уговоры сестры и её друга Джерри Дёрранса, Дэниэль соглашается выдвинуть свою кандидатуру в мэры. Он бросает пить и решает искупить вину, принеся пользу своему городу. Но вспоминая раз за разом о событиях ночи убийства Генри Пюлиса, Дэниэль понимает, что у преступления было, по крайней мере, два свидетеля — его знакомая проститутка Сильви и местный бездомный. Последнего вскоре находят мёртвым, и никому не приходит в голову искать иного кандидата на роль убийцы Генри Пюлиса, кроме детектива Дэлиена Бэвена, который не верит в столь гладкое положение дел.

## Актёры
- Кристофер Экклстон в роли Дэниэля Демойза, мэра и алкоголика
- Юэн Бремнер в роли Джерри Дёрранса, профессионального политика
- Эндрю Скотт в роли Дэлиена Бэвена, упрямого детектива
- Дервла Кирван в роли Алекс Демойз, жены Дэниэля
- Линдси Маршал в роли Люси Демойз, сестры Дэниэля и адвоката
- МайЭнн Беринг в роли Сильви, проститутки и жены детектива Бэвена
- Бранка Катич в роли Донны, медсестры и алкоголички
- Дэвид Хаймен в роли Генри Пюлиса, крупного бизнесмена
- Ребекка Каллард в роли Рут Пюлис, дочери Генри Пюлиса
- Дэнни Сапани в роли Гриффина, коррумпированного детектива
- Оливия Кук в роли Мэг Демойз, дочери Дэниэля
- Оливер Вулфорд в роли Чарли Демойза, старшего сына Дэниэля
- Лоренсо Родригес в роли Люка Демойза, младшего сына Дэниэля

## Производство
Сериал был снят студией Red Production Company по заказу Бэна Стивенсона и Дэнни Коэна из BBC One. Съёмки проходили в Манчестере, в том числе в Манчестерском центре гражданского правосудия и Манчестерской ратуше. Премьерный показ состоялся 2 июля 2012 года. Сериал привлёк 4.5 миллиона телезрителей, что составляет примерно 20 % от общего числа телезрителей Великобритании.